# Pfarrkirche Landl

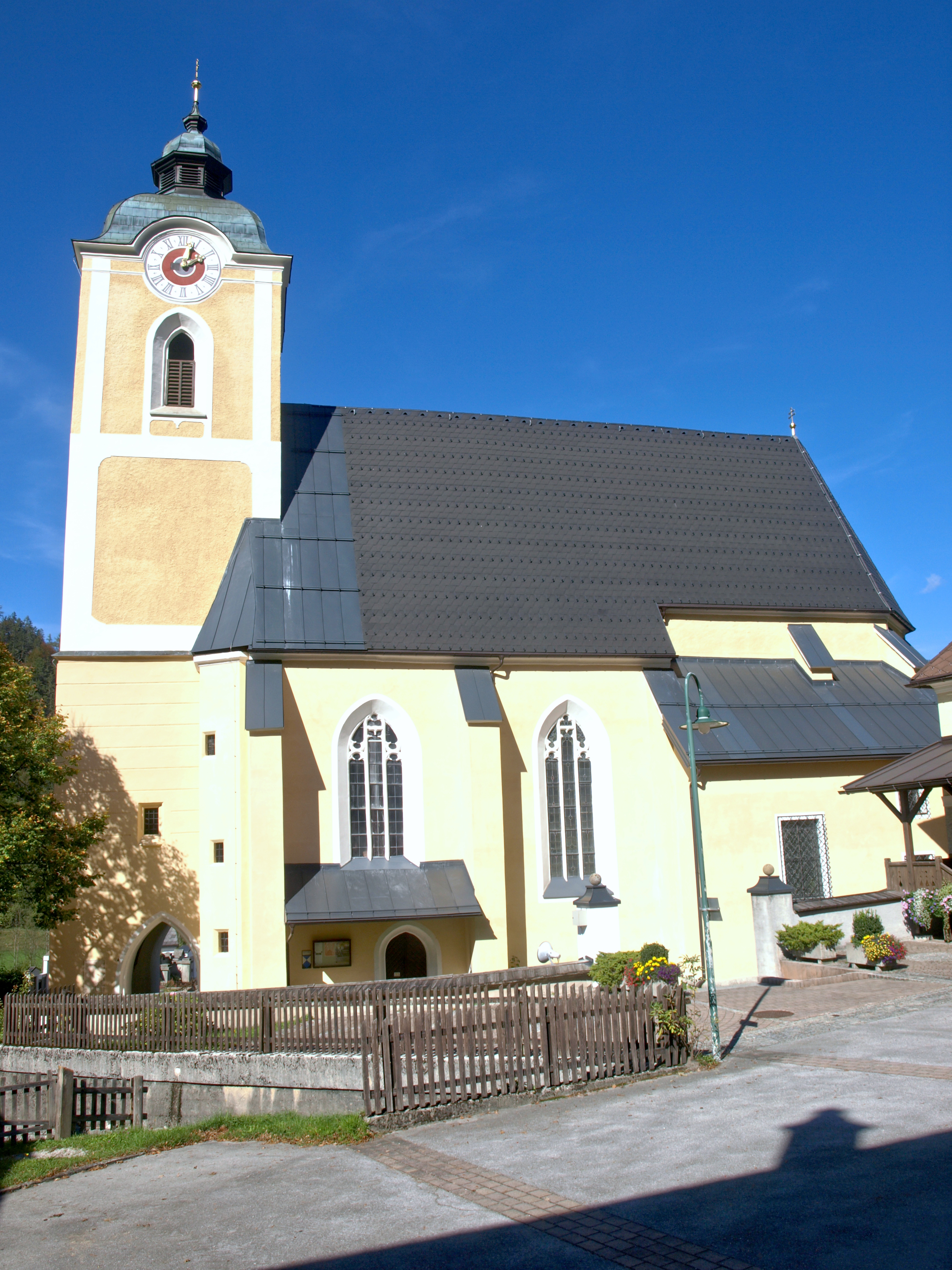
Katholische Pfarrkirche hl. Bartholomäus in Landl

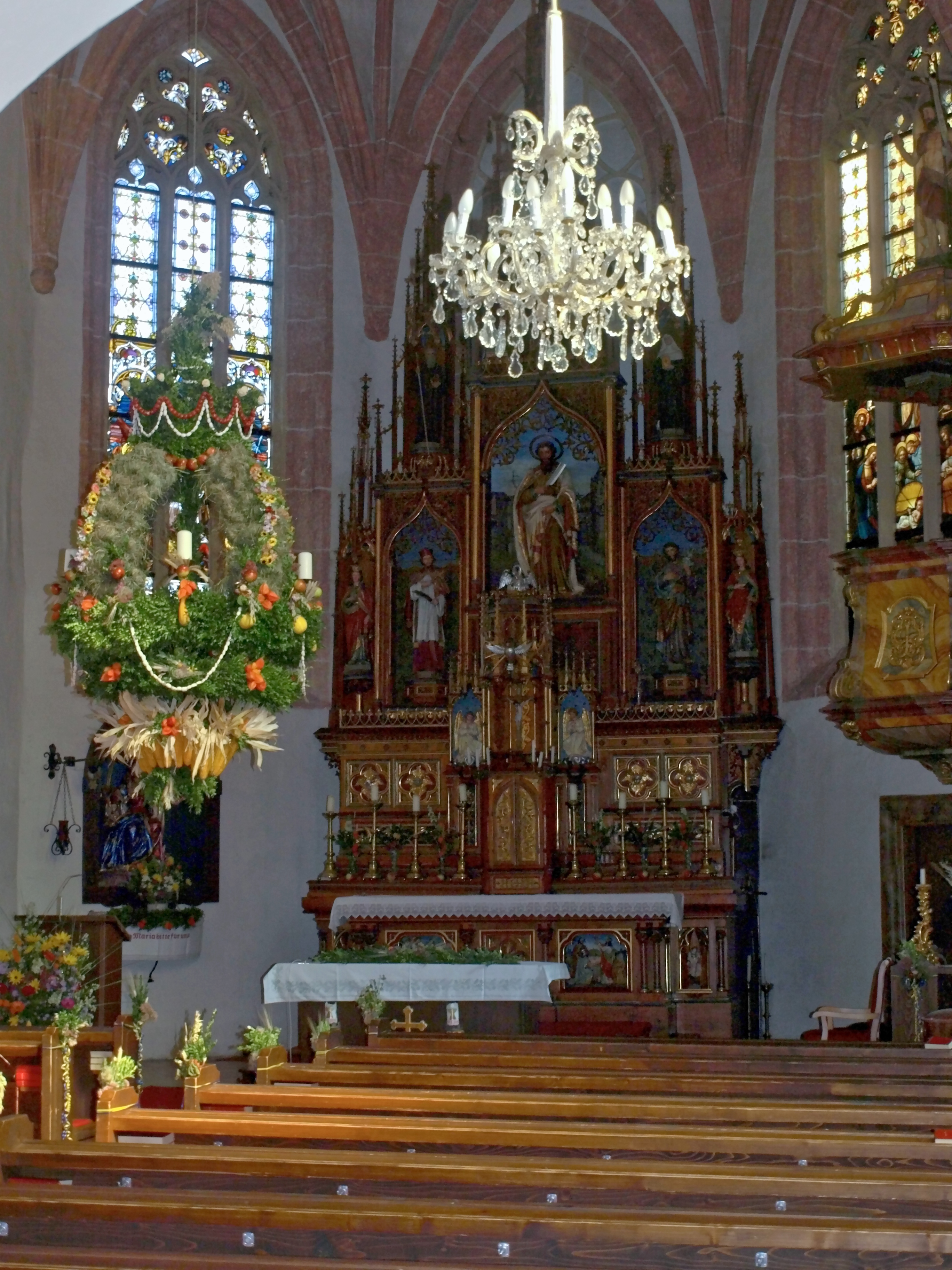
Im Chor zum Hochaltar

Die Pfarrkirche Landl steht im Kirchweiler Kirchenlandl in der Gemeinde Landl im Bezirk Liezen in der Steiermark. Die dem Patrozinium hl. Bartholomäus unterstellte römisch-katholische Pfarrkirche – dem Stift Admont inkorporiert – gehört zum Dekanat Admont in der Diözese Graz-Seckau. Die Kirche und der Friedhof stehen unter Denkmalschutz (Listeneintrag).

## Geschichte
„Am 12. August 1273 verbriefte der Salzburger Erzbischof Friedrich II. von Walchen die Widmungen an eine von Abt Albert I. von Admont errichtete, vom Bischof Heinrich II. von Chiemsee geweihte und dem Stift Admont inkorporierte Kirche am linken Ennsufer nahe der Einmündung der Salza, die notwendig geworden war, weil vom Pfarrort Sankt Gallen aus insbesondere das Gebiet nördlich der Hochschwabgruppe der großen Entfernungen wegen nur schwer betreut werden konnte.“ Der spätgotische Kirchenbau wurde 1523 geweiht. Die Kirche wurde 1972 innen und 1973 außen restauriert.

## Architektur
Das Kirchenäußere zeigt abgetreppte Strebepfeiler und dreibahnige Maßwerkfenster. Der mächtige gotische Westturm wurde mit einer Lisenengliederung und einem Haubendach barockisiert. Der massive wehrhafte Turm hat eine nach zwei Seiten offene Turmhalle, im ersten Obergeschoß befindet sich ein Schulterbogenportal mit einer Röteljahresangabe 1496. Im südlichen Turmwinkel zeigt sich ein Treppentürmchen. Das spitzbogige Südportal und das spitzbogige verstäbte Westportal haben Türen mit gotischen Beschlägen. Beidseits am Chorjoch stehen barocke Seitenkapellen aus der zweiten Hälfte des 17. Jahrhunderts. Nördlich befindet sich unter der Seitenkapelle die Gruftkapelle Kerzenmandl aus 1661.
Am Turm befindet sich ein Wappengrabstein Wolf Khalp 1602, an der Sakristei ein Grabstein zu Hans von Gasteiger (1499–1577), der Grabstein zeigt im Relief den Verstorbenen mit seiner Familie vor dem Gekreuzigten kniend und darüber Jonas mit dem Walfisch.
Das Kircheninnere zeigt ein zweijochiges fast quadratisches Langhaus mit einem Netzrippengewölbe auf Runddiensten und einer durchgehenden Scheitelrippe. Der leicht eingezogene einjochige Chor mit einem Fünfachtelschluss hat im Joch ein sechsteiliges schlingendes und im Schluss ein achtteiliges Sternrippengewölbe auf Kugelkonsolen. Die dreiachsige Westempore entstand wohl im 19. Jahrhundert.
Die figürlichen Glasmalereien im Chorschluss schuf 1899 die Innsbrucker Glasmalerei Anstalt.

## Ausstattung
Der neugotische Hochaltar aus dem Ende des 19. Jahrhunderts beinhaltet Teile des alten Altares der Pfarrkirche Hall bei Admont.
In der Nordkapelle steht ein Rosenkranzaltar aus der zweiten Hälfte des 18. Jahrhunderts, das Altarblatt zeigt die Überreichung des Rosenkranzes an den hl. Dominikus. Der Altar von 1721 in der Südkapelle zeigt das Bild Anna Maria lesen lehrend des Malers Josephus Matthäus Ostrawsky 1718.
Das Chororatoriumsgitter ist aus dem ersten Viertel des 18. Jahrhunderts.
Das neugotische Orgelprospekt beinhaltet ein Orgelwerk aus 1974.